# کلم گالچ، آلاسکا
کلم گالچ (به انگلیسی: Clam Gulch) شهری در بخش شبه‌جزیره کنای ایالت آلاسکا است که جمعیت آن در سرشماری سال ۲۰۰۰ میلادی ۱۷۳ نفر بوده‌است.